# Sukaraja (Ciawigebang)
Sukaraja is een bestuurslaag in het regentschap Kuningan van de provincie West-Java, Indonesië. Sukaraja telt 5977 inwoners (volkstelling 2010).